# James Santee
 (août 2025).
Si vous disposez d'ouvrages ou d'articles de référence ou si vous connaissez des sites web de qualité traitant du thème abordé ici, merci de compléter l'article en donnant les références utiles à sa vérifiabilité et en les liant à la section « Notes et références ».
Pour les articles homonymes, voir Santee.
James Santee dit Jimmie Santee, né en 1962 à Oak Park (Illinois), est un patineur artistique américain.

## Biographie

### Carrière sportive
James Santee commence à patiner à l'âge de trois ans, à la suite de son frère aîné David Santee. Ils se sont entraînés dans diverses patinoires de l'Illinois, notamment l' Oakton Ice Arena à Park Ridge, Randhurst Village, Polar Dome à East Dundee, Rolling Meadows et Northbrook.
James Santee remporte le titre masculin novice en 1977 et le titre masculin junior en 1979. Il participe aux championnats seniors entre 1980 à 1984. Il représente son pays aux mondiaux juniors de 1979 à Augsbourg et au Skate America 1982.
En plus de sa carrière de patineur artistique, James Santee s'est qualifié pour les championnats nord-américains de patinage de vitesse en 1975.

### Reconversion
Après avoir pris sa retraite de la compétition, James Santee travaille aux spectacles de Disney on Ice, apparaissant comme interprète principal (1985-1995) et comme entraîneur (1987–1995). Il est ensuite directeur du patinage et coordinateur des installations pour Park Ridge Recreation & Park District à Park Ridge. De 1996 à 2005, il est entraîneur-chef de l'équipe de patinage de vitesse de Park Ridge.
En 2006, il devient le directeur exécutif de l'Association des patineurs professionnels.

### Famille
James Santee est le fils de Rose Mary et Neil Santee. Sa mère a été juge aux États-Unis. Son frère aîné David Santee est également un patineur de haut niveau international.
En 1987, il épouse Jamie-Lynn Kitching, patineuse professionnelle, avec qui il a trois enfants (Ryan, Sarah et Jessica). Ryan Santee, né en 1995, concourt au niveau national junior aux États-Unis.

## Palmarès
| Compétitions principales      | 1979    | 1980    | 1981    | 1982    | 1983    | 1984    |  |  |  |  |  |  |  |  |
| Jeux olympiques d'hiver       |         |         |         |         |         |         |  |  |  |  |  |  |  |  |
| Championnats du monde         |         |         |         |         |         |         |  |  |  |  |  |  |  |  |
| Championnats des États-Unis   |         | 9e      | 6e      | 6e      | F       | 11e     |  |  |  |  |  |  |  |  |
| Championnats du monde juniors | 7e      |         |         |         |         |         |  |  |  |  |  |  |  |  |
|                               |         |         |         |         |         |         |  |  |  |  |  |  |  |  |
| Autre Compétition             | 1978/79 | 1979/80 | 1980/81 | 1981/82 | 1982/83 | 1983/84 |  |  |  |  |  |  |  |  |
| Skate America                 |         |         |         |         | 4e      |         |  |  |  |  |  |  |  |  |
| Légende : F = Forfait         |         |         |         |         |         |         |  |  |  |  |  |  |  |  |